# Can't Explain
Can't Explain è il quarto album in studio del cantante statunitense Leif Garrett, pubblicato nel novembre del 1980 per l'etichetta discografica Atlantic Records.

## Il disco
Maggiore sforzo artistico del cantante, non corrispose in termini di vendita. L'album, prodotto dall'ex produttore dei KC and the Sunshine Band, Richard Finch, contiene dei brani che virano di più verso le sonorità rock (tra cui Rowena) pur presentando pezzi del consueto genere di Garrett (tra cui Love's so Cruel, You Had to Go and Change on Me  e Thoughts, il pezzo di maggior successo dell'album) e alcune reinterpretazioni (Stuck in the Middle with You e la stessa title track, cover degli Who).
Al momento della pubblicazione, in alcuni Paesi uscirono alcune versioni speciali dell'album: in Italia ad esempio era venduto con il singolo I'm a Rebel in omaggio, scritta da Stefano Jurgens e Domenico Verde, autori del programma Il Barattolo, di cui il brano diverrà sigla di chiusura.

## Tracce
1. Bare Trees
2. You Had to Go and Change on Me
3. Stuck in the Middle With You
4. Gimme Gimme Good Lovin'
5. Love's So Cruel (Garrett, Finch)
6. I Can't Explain (Townshend)
7. Bits and Pieces
8. Thoughts
9. Run Run Run
10. Rowena (Cugini)
11. Stop! In the Name of Love